# Mandello del Lario
Mandello del Lario é uma comuna italiana da região da Lombardia, província de Lecco, com cerca de 9.854 habitantes. Estende-se por uma área de 41 km², tendo uma densidade populacional de 240 hab/km². Faz fronteira com Abbadia Lariana, Ballabio, Esino Lario, Lecco, Lierna, Oliveto Lario, Pasturo, Valbrona (CO), Valmadrera.

## Demografia
| Variação demográfica do município entre 1861 e 2011                               |
|                                                                                   |
| Fonte: Istituto Nazionale di Statistica (ISTAT) - Elaboração gráfica da Wikipedia |

## Turismo
O Museo Moto Guzzi localiza-se no areal da fábrica Moto Guzzi, expondo motocicletas antigas, que datam desde 1921 e várias motocicletas de corrida construídas até 1957, ano, no qual Guzzi fabricou seus últimos modelos. A exposição mostra muitos protótipos, tanto de motocicletas como de motores em si.